# Stegania cognataria
Stegania cognataria är en fjärilsart som beskrevs av Lederer 1853. Stegania cognataria ingår i släktet Stegania och familjen mätare. Inga underarter finns listade i Catalogue of Life.